# Surodadi (Tugu Mulyo)
Surodadi is een bestuurslaag in het regentschap Musi Rawas van de provincie Zuid-Sumatra, Indonesië. Surodadi telt 2054 inwoners (volkstelling 2010).